# Ach, miły Boże, toć boli
Ach, miły Boże, toć boli – incipit anonimowego polskiego erotyku średniowiecznego, zapisanego w 1460 roku w dziele prawniczym należącym do Wojciecha i Piotra z Bydgoszczy.
Ten czterowersowy utwór należy do kręgu tzw. "przypowieści miłosnych". Były to krótkie, dwu- lub czterowersowe erotyki, powstające głównie w Niemczech, zwane tam Liebessprüche. Stanowiły wzór dla pozostałych literatur narodowych. Polski wiersz Ach, miły Boże... jest przekładem czeskiego anonimowego utworu:
| Czeski pierwowzór Ach, kak velmí bolí, Když trdlém hlavu holí: Však více bolí, Když milá jiného zvolí. | Polski przekład Ach, miły Boże, toć boli, Kiedy chłop kijem głowę goli, Ale barziej boli, Kiedy miła jinszego woli. |

Egzemplarz kodeksu prawniczego, w którym na stronie 291 zapisany został wierszyk, należał najpierw do Biblioteki Ordynacji Zamojskich, następnie został przekazany Bibliotece Narodowej w Warszawie (sygn. BOZ 139). Pierwszą transliterację i transkrypcję erotyku opublikował w 1881 r. Józef Przyborowski (artykuł Wydanie krakowskie dzieła Jana z Turrekrematy "Explanatio in Psalterium" w I tomie Przeglądu Bibliograficzno-Archeologicznego).